# Serixia vateriae
Serixia vateriae är en skalbaggsart som beskrevs av Gardner 1936. Serixia vateriae ingår i släktet Serixia och familjen långhorningar. Inga underarter finns listade i Catalogue of Life.